# Chácobos
Chácobo es un pueblo indígena de Bolivia, que habita en una veintena de comunidades, entre los ríos Ivón, Benicito y Yata, en el departamento de Beni al este del país.
Se denominan a sí mismos nóʔciria, que significa "nosotros que verdaderamente somos nosotros mismos". Su idioma chácobo es una lengua de la familia pano.
Tradicionalmente eran nómadas, pescaban, cazaban y recolectaban plantas silvestres, y la agricultura era una parte secundaria de su subsistencia. Antiguamente vivían también en la orilla norte del lago Rogaguado, en las fuentes del río Yata.

## Demografía
En 1845, las fuentes oficiales registraban la existencia  300 chácobo. Su número se redujo a 170 en 1970, pero aumentó de nuevo a unos 300 en la década de 1980. La población que se autoidentificó como chácobo en el censo boliviano de 2001 fue de 247 personas. Este número aumentó a 1532 en el censo de 2012.